# Dubravko Lovrenović
Dubravko Lovrenović (Jajce, 30. kolovoza 1956. – Sarajevo, 17. siječnja 2017.), bosanskohercegovački povjesničar.
Bio je redovni profesor na Filozofskom fakultetu u Sarajevu, Odsjek za povijest, gdje je predavao Opću povijest srednjega vijeka. Doktorirao je na Filozofskom fakultetu u Sarajevu na temi Ugarska i Bosna (1387. – 1463.). 
Bio je zamjenik ministra obrazovanja, znanosti, kulture i športa u Vladi Federacije BiH od 2001. do 2003. Bio je voditelj Centra za istraživanje povijesti pri Međunarodnom forumu "Bosna" iz Sarajeva i član Komisije za očuvanje nacionalnih spomenika BiH. Objavio je više desetaka znanstvenih i publicističkih tekstova.

## Vanjske poveznice
- Dubravko Lovrenović: Kroatizacija bosanskog srednjovjekovlja u svjetlu interkonfesionalnosti stećaka (O jednom modelu promjene historijskog pamćenja) http://www.anubih.ba/godisnjak/god42/40.24.pdf  Arhivirana inačica izvorne stranice od 2. lipnja 2018. (Wayback Machine)
- [neaktivna poveznica]
- Dubravko Lovrenović: Stećci-bosansko i humsko mramorje srednjega vijeka[neaktivna poveznica]
- Bošnjačka recepcija bosanskog srednjovjekovlja  Arhivirana inačica izvorne stranice od 18. svibnja 2010. (Wayback Machine)